# Автошлях Р 40
Автошля́х Р 40 — автомобільний шлях регіонального значення на території України. Проходить територією Львівської області через Раву-Руську — Яворів — Судову Вишню. Загальна довжина — 53,4 км.

## Маршрут
Автошлях проходить через такі населені пункти:
| Автошлях Р 40                |         |
| Львівська область            |         |
| Львівський район             |         |
| Рава-Руська (пункт контролю) | E372М09 |
| Рата                         | Т 1404  |
| Рава-Руська                  |         |
| Ниви                         |         |
| Потелич                      |         |
| Горяни                       |         |
| Гута Обединська              |         |
| Яворівський район            |         |
| Вороблячин                   |         |
| Середина                     |         |
| Немирів                      | Т 1403  |
| Вербляни                     |         |
| Дебрі                        |         |
| Коти                         |         |
| Старий Яр                    |         |
| Яворів                       | М10     |
| Черчик                       |         |
| Віжомля                      |         |
| Бортятин                     |         |
| Новосільці                   |         |
| Судова Вишня                 | E40М11  |